# 訴訟能力
訴訟能力（そしょうのうりょく、ドイツ語: Prozessfähigkeit, フランス語: capacité d’ester en justice, イタリア語: capacità processuale）とは、大陸法系の民事訴訟法において、有効に訴訟行為をし、または受ける能力をいう。類似概念として、他の手続における手続行為能力や手続能力（ドイツ語:  Verfahrensfähigkeit）などがある。
自分自身では十分に攻撃防御を行うことができない者を保護するために、訴訟能力を有しない者（訴訟無能力者）については単独で訴訟追行をさせないようにしたものである。

## 日本法
日本法において、訴訟能力とは、民事訴訟の当事者または補助参加人として、自ら単独で（またはその選任した代理人によって）、有効に訴訟行為をし、または（裁判所や他の当事者・補助参加人の）訴訟行為を受ける能力をいう。したがって、訴訟代理人については訴訟能力は不要である。
なお、訴訟能力を有していても、具体的な訴訟行為の時点において意思能力を有していなければ当該訴訟行為は効力を有しない。
いかなる者が訴訟能力を有するかは、特別の定めがない限り、民法その他の法令に従う（民事訴訟法28条前段）。すなわち、訴訟能力の有無は行為能力によって定まるのが原則である。左記の特別の定めとして、民事訴訟法31条以下が存在する。同法31条により、未成年者（行為能力を有する場合を除く。）および成年被後見人は法定代理人によらなければ訴訟行為を行うことができない（取り消し得るのではなく無効）。同法32条は、被保佐人、被補助人および法定代理人について規定する。また、同法33条により、外国人は、その本国法によれば訴訟能力を有しない場合であっても、日本の法律によれば訴訟能力を有すべきときは訴訟能力者とみなされる。